# کائوهسیونگ
کاوهسیونگ (به لاتین: Kaohsiung) یک شهر است که در تایوان واقع شده‌است.

## خصوصیات
کاوهسیونگ ۲٬۹۴۶٫۲۵۲۷ کیلومترمربع مساحت و ۲٬۷۷۷٬۲۹۶ نفر جمعیت دارد و ۹ متر بالاتر از سطح دریا واقع شده‌است.

## مترو
قطار شهری کاوهسیونگ در سال ۲۰۰۸ تأسیس شده و هم‌اکنون دارای ۳ خط و ۴۵ ایستگاه می‌باشد.

## خواهرخوانده
شهرهای ماله، هونولولو، سان آنتونیو، پنساکولا، فلوریدا، کلرادو اسپرینگز و لیتل راک خواهرخوانده‌های کاوهسیونگ هستند.